# 聖利伯里 (內布拉斯加州)
聖利伯里（英語：St. Libory）是位於美國內布拉斯加州霍華德縣的普查規定居民點。

## 歷史
聖利伯里的郵局於1878年營運至今。

## 人口
根據2020年美國人口普查的數據，聖利伯里的面積為0.86平方千米，皆為陸地。當地共有人口241人，而人口密度為每平方千米280.23人。